# Phyllachora gouaniae
Phyllachora gouaniae är en svampart som beskrevs av Gonz. Frag. & Cif. 1926. Phyllachora gouaniae ingår i släktet Phyllachora och familjen Phyllachoraceae.   Inga underarter finns listade i Catalogue of Life.